# هرشل ۲۰۰۰
سیارک ۲۰۰۰ (به انگلیسی: 2000 Herschel، نامگذاری:1960OA) دو هزارمین سیارک کشف شده‌است که در ۲۹ ژوئیه ۱۹۶۰ کشف شد.
قدر مطلق سیارک برابر ۱۱٫۲۵ است.